# Txaixka
Txaixka (macedònic: Чашка), coneguda igualment per la transliteració Čaška, és una municipalitat del centre de Macedònia del Nord. Txaixka és també el nom de la vila on hi ha la seu municipal.
La municipalitat limita amb Studeničani i Zelenikovo al nord, Veles, Rosoman i Gradsko a l'est, Makedonski Brod i Dòlneni a l'oest, Kavadarci i Prílep al sud.
Per la divisió territorial del 2003, els municipis rurals de Bogomila i Izvor foren units al de Txaixka.